# Hydrasterias sacculata
Hydrasterias sacculata är en sjöstjärneart som beskrevs av McKnight 2006. Hydrasterias sacculata ingår i släktet Hydrasterias och familjen Pedicellasteridae. Inga underarter finns listade i Catalogue of Life.